# San Nicolás (Guerrero)
San Nicolás es una localidad del estado mexicano de Guerrero. Es la cabecera del municipio de San Nicolás.

## Toponimia
El nombre de la población hace referencia al santo patrono de la localidad: Nicolás Tolentino.

## Demografía
| Gráfica de evolución demográfica |
|                                  |

| Censo | Población |
| ----- | --------- |
| 1900  | 1 478     |
| 1910  | 1 694     |
| 1921  | 1 486     |
| 1930  | 1 395     |
| 1940  | 1 191     |
| 1950  | 1 21      |
| 1960  | 960       |
| 1970  | 1 880     |
| 1980  | 2 824     |
| 1990  | 3 359     |
| 2000  | 3 275     |
| 2010  | 3 267     |
| 2020  | 3 249     |